# Badaroux
Badaroux (en occitan Badarós) est une commune française située dans le centre du département de la Lozère en région Occitanie.
Exposée à un climat de montagne, elle est drainée par le Lot, le Bouisset et par divers autres petits cours d'eau. La commune possède un patrimoine naturel remarquable composé d'une zone naturelle d'intérêt écologique, faunistique et floristique.
Badaroux est une commune rurale qui compte 960 habitants en 2022, après avoir connu une forte hausse de la population depuis 1962.  Elle fait partie de l'aire d'attraction de Mende. Ses habitants sont appelés les Badarousiens ou  Badarousiennes.

## Géographie

### Localisation
Badaroux est située à environ cinq kilomètres à l'est de la préfecture : Mende. Le village s'étend le long de la route nationale RN 88 et surplombe le Lot en rive droite.
Les communes limitrophes sont  Chastel-Nouvel, Lanuéjols, Le Born, Mende, Pelouse et Sainte-Hélène.
| Chastel-Nouvel | Le Born   |               |
| Mende          | Badaroux  | Pelouse       |
|                | Lanuéjols | Sainte-Hélène |

### Climat
Pour des articles plus généraux, voir Climat de l'Occitanie et Climat de la Lozère.
En 2010, le climat de la commune est de type climat des marges montargnardes, selon une étude s'appuyant sur une série de données couvrant la période 1971-2000. En 2020, Météo-France publie une typologie des climats de la France métropolitaine dans laquelle la commune est exposée à un climat de montagne ou de marges de montagne et est dans la région climatique Sud-est du Massif Central, caractérisée par une pluviométrie annuelle de 1 000 à 1 500 mm, minimale en été, maximale en automne.
Pour la période 1971-2000, la température annuelle moyenne est de 9,8 °C, avec une amplitude thermique annuelle de 16,3 °C. Le cumul annuel moyen de précipitations est de 1 120 mm, avec 10,8 jours de précipitations en janvier et 5,6 jours en juillet. Pour la période 1991-2020, la température moyenne annuelle observée sur la station météorologique la plus proche, située sur la commune de Mende à 4 km à vol d'oiseau, est de 10,7 °C et le cumul annuel moyen de précipitations est de 846,1 mm,. Pour l'avenir, les paramètres climatiques de la commune estimés pour 2050 selon différents scénarios d'émission de gaz à effet de serre sont consultables sur un site dédié publié par Météo-France en novembre 2022.

### Milieux naturels et biodiversité

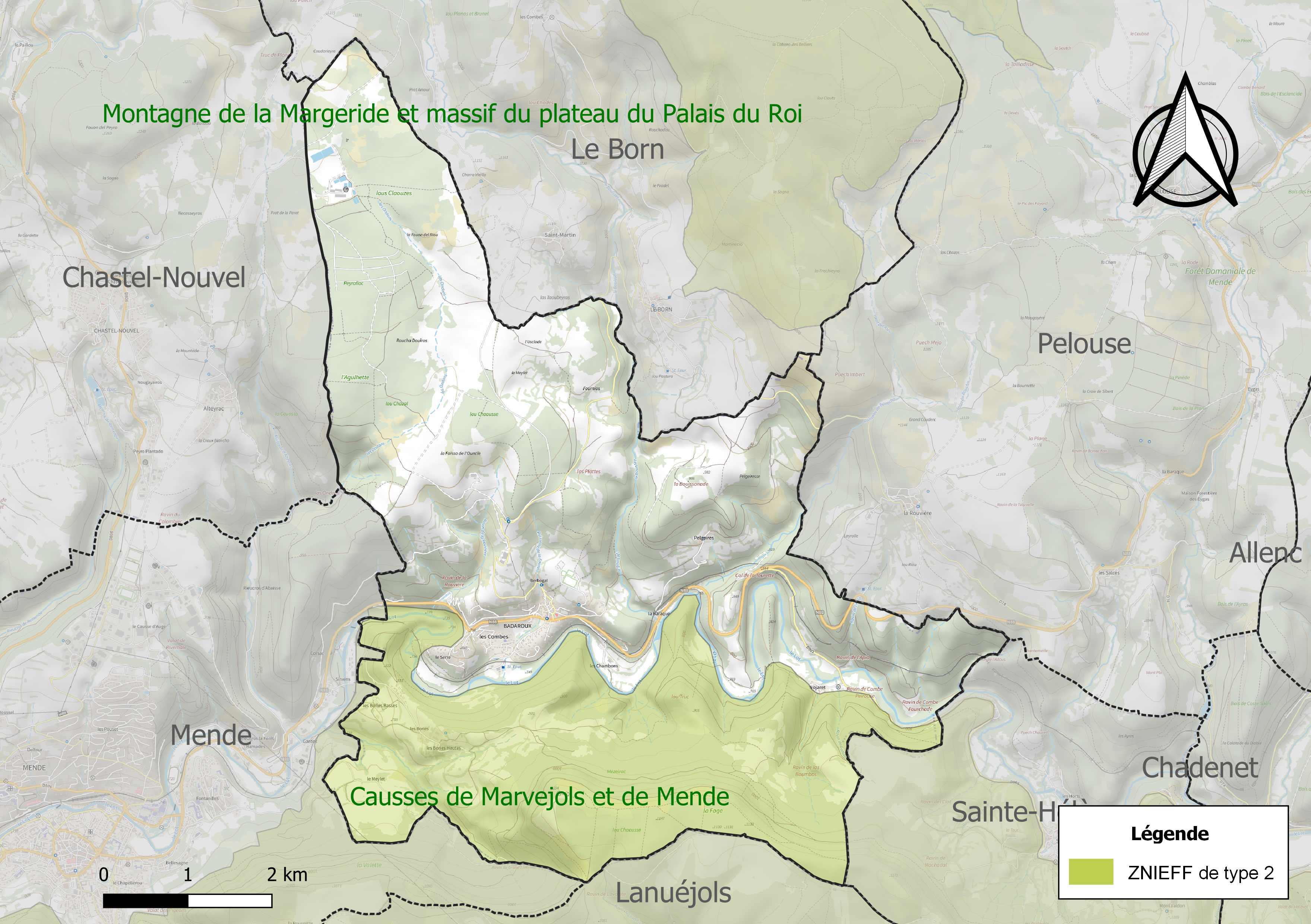
Carte de la ZNIEFF de type 2 localisée sur la commune.

L’inventaire des zones naturelles d'intérêt écologique, faunistique et floristique (ZNIEFF) a pour objectif de réaliser une couverture des zones les plus intéressantes sur le plan écologique, essentiellement dans la perspective d’améliorer la connaissance du patrimoine naturel national et de fournir aux différents décideurs un outil d’aide à la prise en compte de l’environnement dans l’aménagement du territoire.
Une ZNIEFF de type 2 est recensée sur la commune :
les « causses de Marvejols et de Mende » (18 190 ha), couvrant 24 communes du département.

## Urbanisme

### Typologie
Au 1er janvier 2024, Badaroux est catégorisée bourg rural, selon la nouvelle grille communale de densité à sept niveaux définie par l'Insee en 2022.
Elle est située hors unité urbaine. Par ailleurs la commune fait partie de l'aire d'attraction de Mende, dont elle est une commune de la couronne,. Cette aire, qui regroupe 31 communes, est catégorisée dans les aires de moins de 50 000 habitants,.

### Occupation des sols
L'occupation des sols de la commune, telle qu'elle ressort de la base de données européenne d’occupation biophysique des sols Corine Land Cover (CLC), est marquée par l'importance des forêts et milieux semi-naturels (61 % en 2018), en diminution par rapport à 1990 (62,3 %). La répartition détaillée en 2018 est la suivante : 
forêts (53,6 %), zones agricoles hétérogènes (18,3 %), prairies (16,7 %), milieux à végétation arbustive et/ou herbacée (7,4 %), zones urbanisées (2,7 %), zones industrielles ou commerciales et réseaux de communication (1,2 %). L'évolution de l’occupation des sols de la commune et de ses infrastructures peut être observée sur les différentes représentations cartographiques du territoire : la carte de Cassini (XVIIIe siècle), la carte d'état-major (1820-1866) et les cartes ou photos aériennes de l'IGN pour la période actuelle (1950 à aujourd'hui).

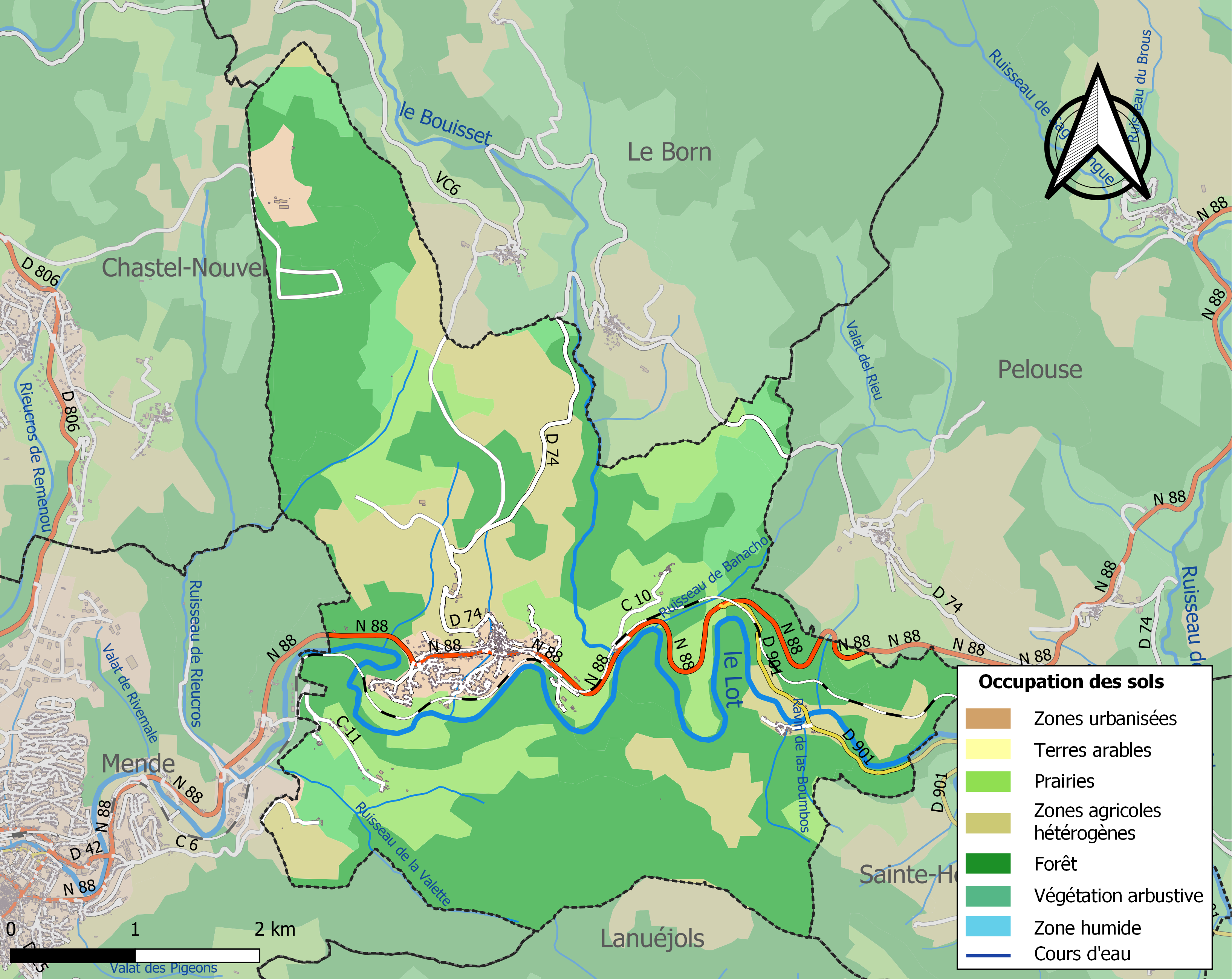
Carte des infrastructures et de l'occupation des sols de la commune en 2018 (CLC).

### Lieux-dits, hameaux et écarts
La commune est constituée du bourg de Badaroux, de trois hameaux (Pelgeires, Nojaret et les Bories) ainsi que du mas du Meylet.

### Risques majeurs
Le territoire de la commune de Badaroux est vulnérable à différents aléas naturels : météorologiques (tempête, orage, neige, grand froid, canicule ou sécheresse), inondations, feux de forêts, mouvements de terrains et séisme (sismicité faible). Il est également exposé à un risque technologique,  le transport de matières dangereuses, et à un risque particulier : le risque de radon. Un site publié par le BRGM permet d'évaluer simplement et rapidement les risques d'un bien localisé soit par son adresse soit par le numéro de sa parcelle.

#### Risques naturels
Certaines parties du territoire communal sont susceptibles d’être affectées par le risque d’inondation par débordement de cours d'eau, notamment le Lot et le Bouisset. La commune a été reconnue en état de catastrophe naturelle au titre des dommages causés par les inondations et coulées de boue survenues en 1982, 1994, 2003 et 2020,.
Badaroux est exposée au risque de feu de forêt. Un plan départemental de protection des forêts contre les incendies (PDPFCI) a été approuvé en décembre 2014 pour la période 2014-2023. Les mesures individuelles de prévention contre les incendies sont précisées par divers arrêtés préfectoraux et s’appliquent dans les zones exposées aux incendies de forêt et à moins de 200 mètres de celles-ci. L’arrêté du 23 mars 2018, complété par un arrêté de 2020, réglemente l'emploi du feu en interdisant notamment d’apporter du feu, de fumer et de jeter des mégots de cigarette dans les espaces sensibles et sur les voies qui les traversent sous peine de sanctions. L'arrêté du 23 août 2021, abrogeant un arrêté de 2002, rend le débroussaillement obligatoire, incombant au propriétaire ou ayant droit,,.

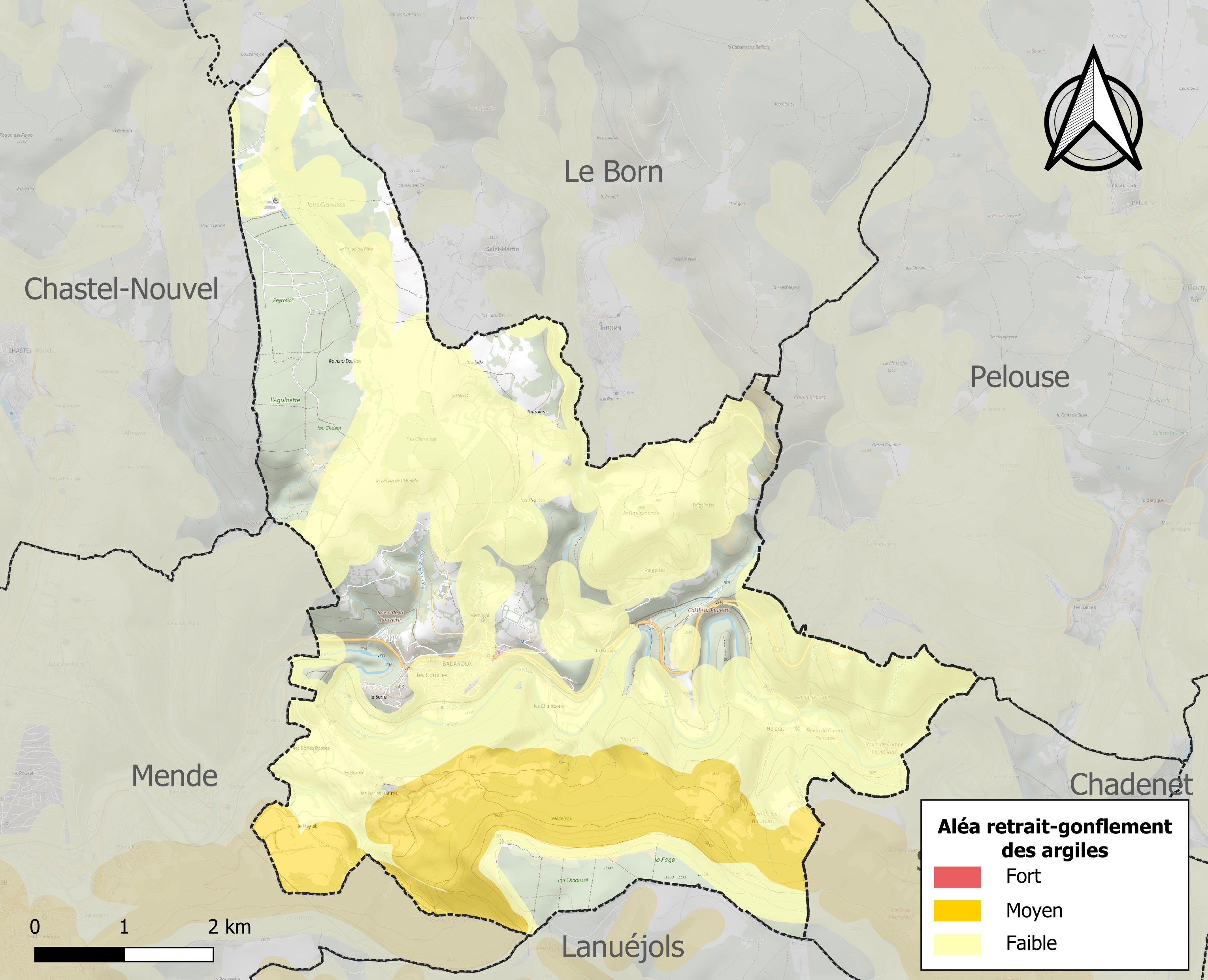
Carte des zones d'aléa retrait-gonflement des sols argileux de Badaroux.

Les mouvements de terrains susceptibles de se produire sur la commune sont des affaissements et effondrements liés aux cavités souterraines (hors mines), des éboulements, chutes de pierres et de blocs, des glissements de terrain et des tassements différentiels. Par ailleurs, afin de mieux appréhender le risque d’affaissement de terrain, l'inventaire national des cavités souterraines permet de localiser celles situées sur la commune.
Le retrait-gonflement des sols argileux est susceptible d'engendrer des dommages importants aux bâtiments en cas d’alternance de périodes de sécheresse et de pluie. 15,2 % de la superficie communale est en aléa moyen ou fort (15,8 % au niveau départemental et 48,5 % au niveau national). Sur les 430 bâtiments dénombrés sur la commune en 2019,  2 sont en aléa moyen ou fort, soit 0 %, à comparer aux 14 % au niveau départemental et 54 % au niveau national. Une cartographie de l'exposition du territoire national au retrait gonflement des sols argileux est disponible sur le site du BRGM,.
Par ailleurs, afin de mieux appréhender le risque d’affaissement de terrain, l'inventaire national des cavités souterraines permet de localiser celles situées sur la commune.

#### Risques technologiques
Le risque de transport de matières dangereuses sur la commune est lié à sa traversée par des infrastructures routières ou ferroviaires importantes ou la présence d'une canalisation de transport d'hydrocarbures. Un accident se produisant sur de telles infrastructures est susceptible d’avoir des effets graves sur les biens, les personnes ou l'environnement, selon la nature du matériau transporté. Des dispositions d’urbanisme peuvent être préconisées en conséquence.

#### Risque particulier
Dans plusieurs parties du territoire national, le radon, accumulé dans certains logements ou autres locaux, peut constituer une source significative d’exposition de la population aux rayonnements ionisants. Certaines communes du département sont concernées par le risque radon à un niveau plus ou moins élevé. Selon la classification de 2018, la commune de Badaroux est classée en zone 3, à savoir zone à potentiel radon significatif.

## Histoire
Depuis 1902, la commune est traversée par la ligne du Monastier à La Bastide-Saint-Laurent-les-Bains dite du Translozérien soutenue par la région Occitanie.

## Politique et administration

### Découpage territorial
La commune de Badaroux est membre de la communauté de communes Cœur de Lozère, un établissement public de coopération intercommunale (EPCI) à fiscalité propre créé le 14 décembre 2001 dont le siège est à Mende. Ce dernier est par ailleurs membre d'autres groupements intercommunaux.
Sur le plan administratif, elle est rattachée à l'arrondissement de Mende, à la circonscription administrative de l'État de la Lozère et à la région Occitanie.
Sur le plan électoral, elle dépend du canton de Grandrieu pour l'élection des conseillers départementaux, depuis le redécoupage cantonal de 2014 entré en vigueur en 2015, et de la circonscription de la Lozère pour les élections législatives, depuis le dernier découpage électoral de 2010.

### Liste des maires
| Période | Période  | Identité          | Étiquette | Qualité |
| ------- | -------- | ----------------- | --------- | ------- |
|         |          | Jean Masseguin    |           |         |
|         |          | Jean Saint-Jean   |           |         |
|         |          | Claude Marcillac  | PS        |         |
|         |          | Maurice Trébuchon |           |         |
| 1995    | 2008     | René Malfettes    | DVG       |         |
| 2008    | En cours | Régis Turc        | UDI       | Cadre   |

## Population et société

### Démographie

#### Évolution démographique
L'évolution du nombre d'habitants est connue à travers les recensements de la population effectués dans la commune depuis 1793. Pour les communes de moins de 10 000 habitants, une enquête de recensement portant sur toute la population est réalisée tous les cinq ans, les populations de référence des années intermédiaires étant quant à elles estimées par interpolation ou extrapolation. Pour la commune, le premier recensement exhaustif entrant dans le cadre du nouveau dispositif a été réalisé en 2008.

En 2022, la commune comptait 960 habitants, en évolution de −0,31 % par rapport à 2016 (Lozère : +0,11 %, France hors Mayotte : +2,11 %).
| 1793 | 1800 | 1806 | 1821 | 1831 | 1836 | 1841 | 1846 | 1851 |
| ---- | ---- | ---- | ---- | ---- | ---- | ---- | ---- | ---- |
| 672  | 672  | 645  | 658  | 742  | 750  | 705  | 721  | 688  |

| 1856 | 1861 | 1866 | 1872 | 1876 | 1881 | 1886 | 1891 | 1896 |
| ---- | ---- | ---- | ---- | ---- | ---- | ---- | ---- | ---- |
| 715  | 668  | 674  | 669  | 657  | 664  | 726  | 669  | 864  |

| 1901 | 1906 | 1911 | 1921 | 1926 | 1931 | 1936 | 1946 | 1954 |
| ---- | ---- | ---- | ---- | ---- | ---- | ---- | ---- | ---- |
| 649  | 674  | 552  | 510  | 491  | 507  | 470  | 448  | 403  |

| 1962 | 1968 | 1975 | 1982 | 1990 | 1999 | 2006 | 2008 | 2013 |
| ---- | ---- | ---- | ---- | ---- | ---- | ---- | ---- | ---- |
| 372  | 426  | 689  | 939  | 905  | 850  | 884  | 894  | 958  |

| 2018 | 2022 | - | - | - | - | - | - | - |
| ---- | ---- | - | - | - | - | - | - | - |
| 974  | 960  | - | - | - | - | - | - | - |

#### Pyramide des âges
La population de la commune est plus jeune que celle du département. En 2018, le taux de personnes d'un âge inférieur à 30 ans s'élève à 32,6 %, soit un taux supérieur à la moyenne départementale (29,7 %). À l'inverse, le taux de personnes d'un âge supérieur à 60 ans (28,3 %) est inférieur au taux départemental (32,5 %).
En 2018, la commune comptait 480 hommes pour 494 femmes, soit un taux de 50,72 % de femmes, supérieur au taux départemental (50,04 %).
Les pyramides des âges de la commune et du département s'établissent comme suit :
| Hommes | Classe d’âge | Femmes |
| ------ | ------------ | ------ |
| 0,4    | 90 ou +      | 0,8    |
| 9,8    | 75-89 ans    | 8,7    |
| 17,5   | 60-74 ans    | 19,2   |
| 22,7   | 45-59 ans    | 19,6   |
| 16,9   | 30-44 ans    | 19,2   |
| 13,3   | 15-29 ans    | 13,8   |
| 19,4   | 0-14 ans     | 18,6   |

| Hommes | Classe d’âge | Femmes |
| ------ | ------------ | ------ |
| 1      | 90 ou +      | 2,8    |
| 9,1    | 75-89 ans    | 11,8   |
| 21,6   | 60-74 ans    | 21,1   |
| 21,5   | 45-59 ans    | 20,2   |
| 16,3   | 30-44 ans    | 15,9   |
| 15,5   | 15-29 ans    | 13,6   |
| 15     | 0-14 ans     | 14,6   |

### Manifestations culturelles et festivités
Le village possède un club de football, l'AS Badaroux, dont le président actuel est Farid MELIZI, et dont le stade est nommé Stade Claude Marcillac, ou Stade de la Biogue. Claude Marcillac était maire du village lors de la création du stade actuel sur lequel évolue le club.
A noter qu'un club de pétanque existe aussi dans le village.

Les festivités à Badaroux sont marquées par la fête votive ayant généralement lieu à la fin du mois de juillet, et rassemblant ainsi des lozériens pour jouer à la pétanque, jouer au football, ou encore faire la fête.

## Économie

### Revenus
En 2018, la commune compte 412 ménages fiscaux, regroupant 995 personnes. La médiane du revenu disponible par unité de consommation est de 22 850 € (20 420 € dans le département).

### Emploi
|                | 2008  | 2013  | 2018  |
| -------------- | ----- | ----- | ----- |
| Commune        | 1,4 % | 5,5 % | 3,8 % |
| Département    | 5 %   | 6,4 % | 7,1 % |
| France entière | 8,3 % | 10 %  | 10 %  |

En 2018, la population âgée de 15 à 64 ans s'élève à 580 personnes, parmi lesquelles on compte 77,9 % d'actifs (74,1 % ayant un emploi et 3,8 % de chômeurs) et 22,1 % d'inactifs,. Depuis 2008, le taux de chômage communal (au sens du recensement) des 15-64 ans est inférieur à celui de la France et du département.
La commune fait partie de la couronne de l'aire d'attraction de Mende, du fait qu'au moins 15 % des actifs travaillent dans le pôle,. Elle compte 99 emplois en 2018, contre 94 en 2013 et 113 en 2008. Le nombre d'actifs ayant un emploi résidant dans la commune est de 433, soit un indicateur de concentration d'emploi de 23 % et un taux d'activité parmi les 15 ans ou plus de 57,7 %.
Sur ces 433 actifs de 15 ans ou plus ayant un emploi, 54 travaillent dans la commune, soit 13 % des habitants. Pour se rendre au travail, 94,2 % des habitants utilisent un véhicule personnel ou de fonction à quatre roues, 3,2 % s'y rendent en deux-roues, à vélo ou à pied et 2,5 % n'ont pas besoin de transport (travail au domicile).

## Culture locale et patrimoine

### Lieux et monuments

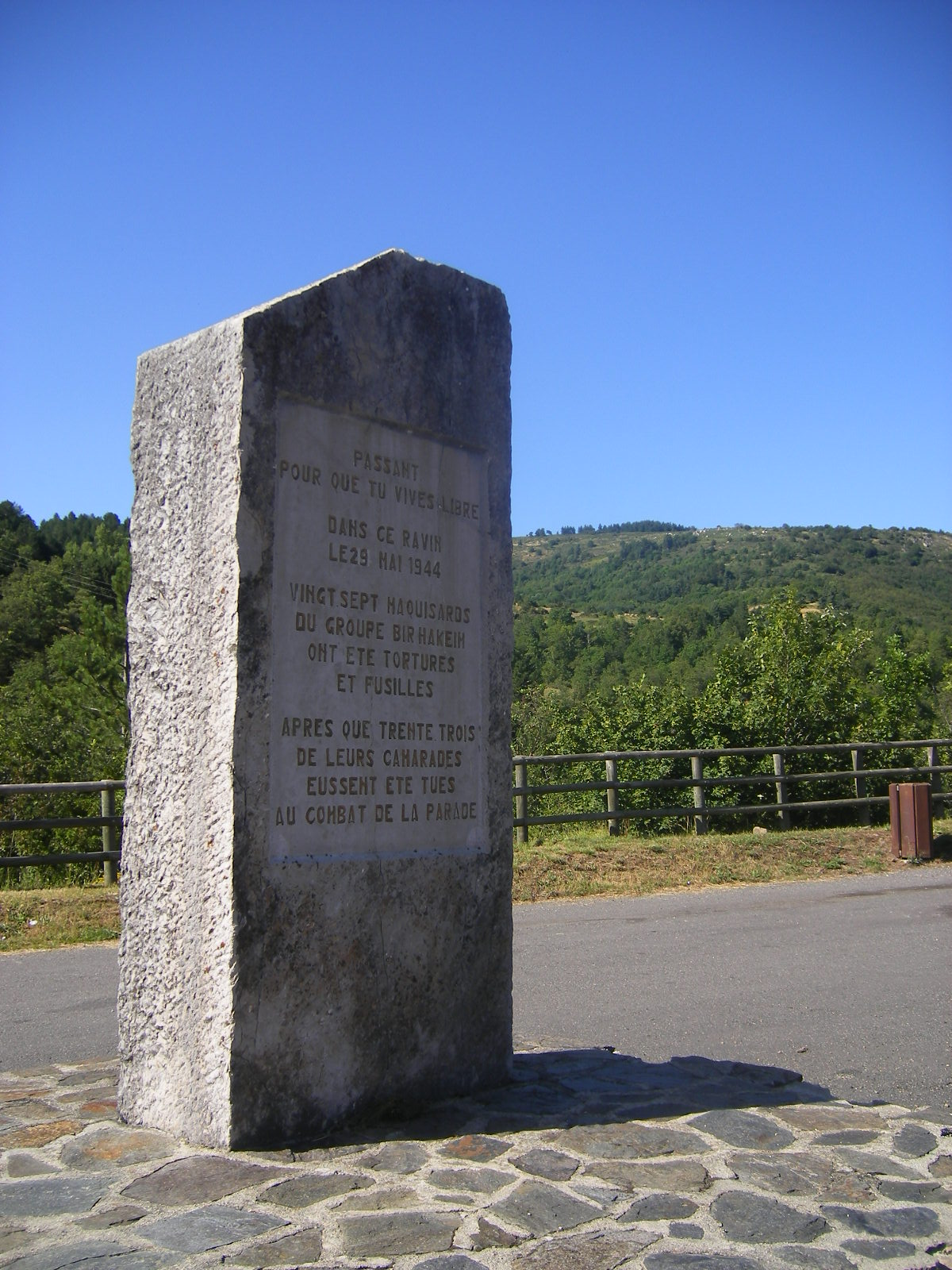
Monument des Maquisards.

Le monument des Maquisards au pied du col de la Tourette, accessible à partir du parking de la RN 88, près du Banacho où furent fusillés 27 résistants capturés à Hures-la-Parade, près de l'aven Armand sur le causse Méjean, le 29 mai 1944. Les corps ont été enterrés dans un terrain jouxtant le cimetière de Badaroux.
- Église Saint-Christophe de Badaroux. L'édifice est référencé dans la base Mérimée et à l'Inventaire général Région Occitanie[29]. Plusieurs objets sont référencés dans la base Palissy[29].

### Personnalités liées à la commune
- Jean-Antoine Chaptal (1756-1832), chimiste, homme d'affaires et conseiller d'État sous Napoléon est originaire du hameau de Nojaret où est la maison familiale. Il est l'inventeur de la chaptalisation (procédé visant à augmenter le taux d'alcool du vin par ajout de sucre pour la fermentation du vin).

### Héraldique
| Badaroux | Le blasonnement de Badaroux est : de gueules à la tour d'or accostée de deux étoiles d'argent et surmonté d'un ostensoir aussi d'or accosté de deux étoiles aussi d'argent, le tout enfermé dans un trescheur croiseté de huit pièces du même Au centre du blason, on retrouve les armes de Jean-Antoine Chaptal (une tour d'or accompagnée de 4 étoiles d'argent) qu'il a offert à sa commune de naissance. |